# Lokmuseum
Lokmuseum (finska: Veturimuseo) är ett finländskt järnvägsmuseum i Toijala i Ackas stad. Det ligger i ett lokstall, som uppfördes 1876.
Lokomotivmuseiföreningen Museoveturiseura ry bildades i Tammerfors 1979 för att underhålla från Statsjärnvägarna utrangerad utrustning. Så småningom fick föreningen tillgång till lokstallet i Toijala, eftersom denna inte längre behövdes för Statsjärnvägarna. 
I samlingarna ingår rälsfordon från Statsjärnvägarna och några privatägda järnvägar, bland annat ånglokomotiv och dieselmotorvagnar.

## Bildgalleri

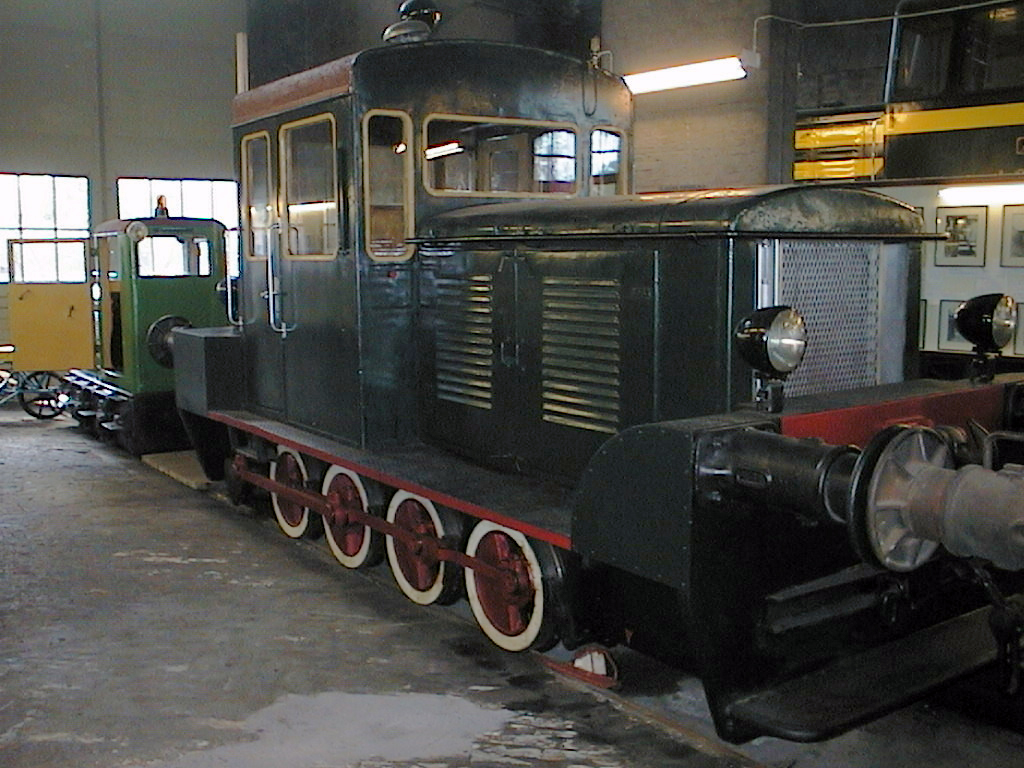
Smalspårigt Dv100 diesellokomotiv
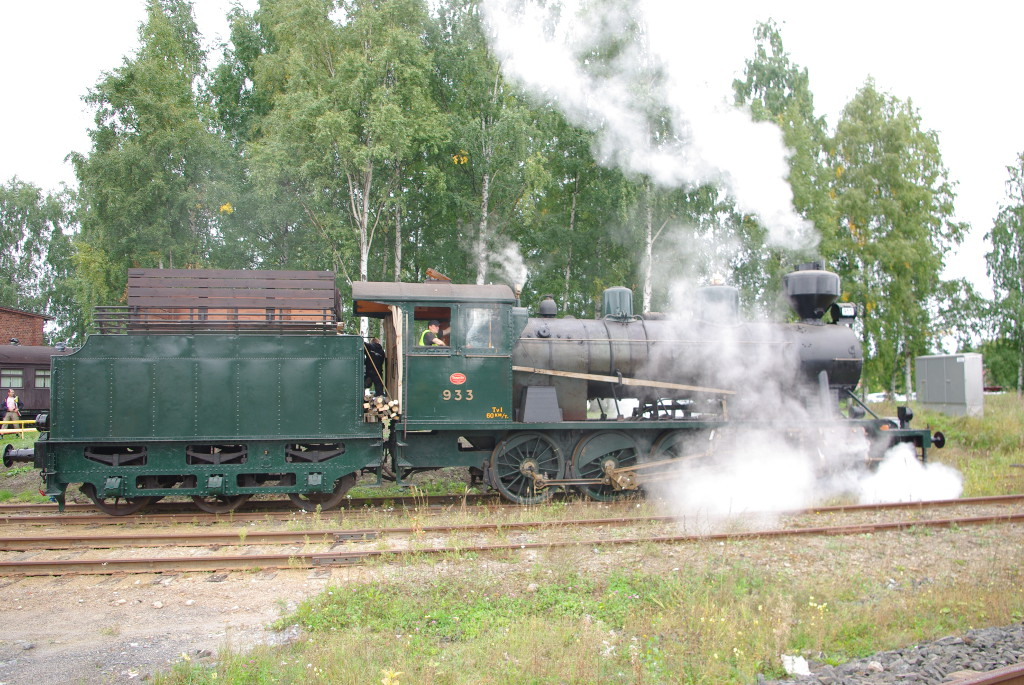
Statsjärnvägarnas Klass Tv1-lokomotiv nr. 933 i Toijala
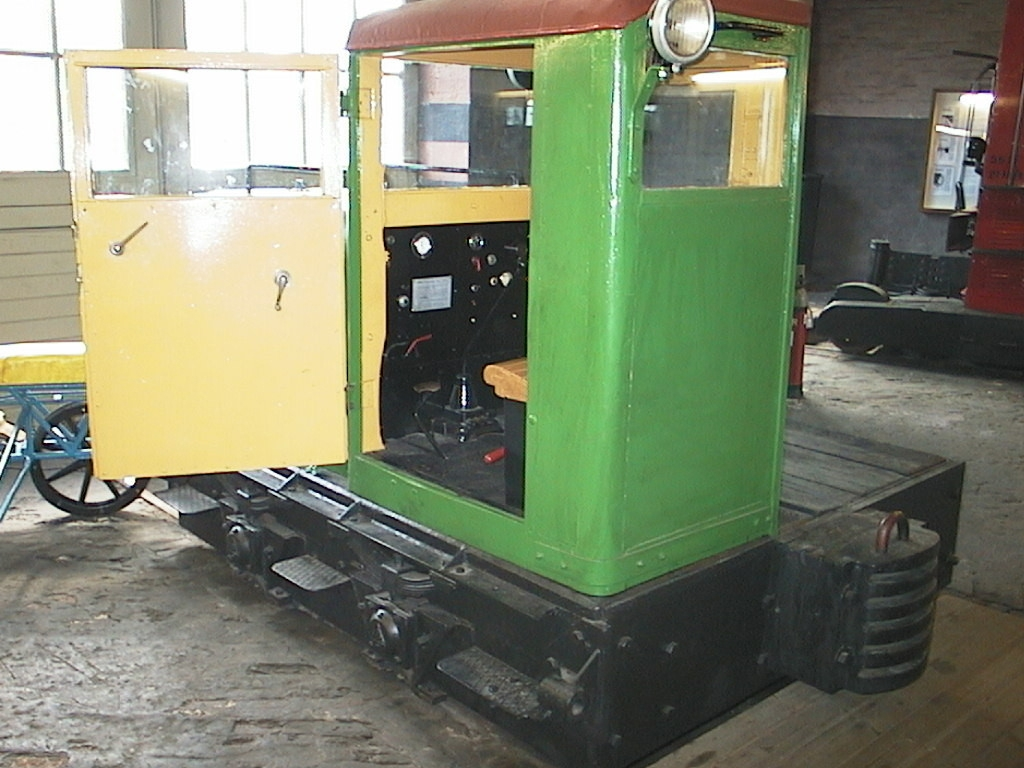
Ett Pedershaab diesellokomotiv
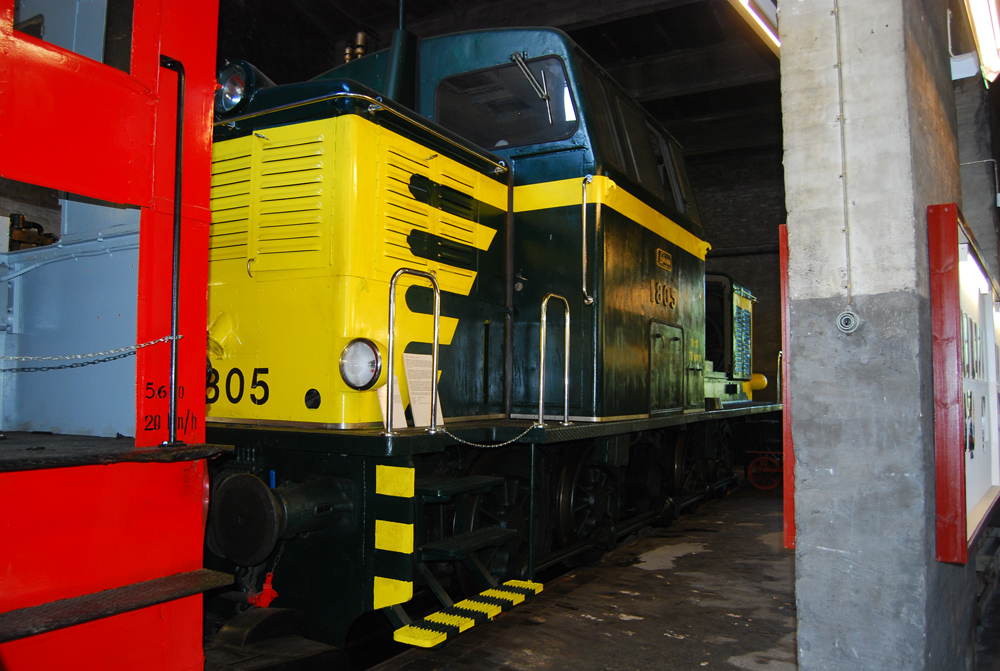
Ett VR Klass Dv11 diesellokomotiv, nr. 1805